# Opius peckorum
Opius peckorum är en stekelart som beskrevs av Fischer 1979. Opius peckorum ingår i släktet Opius och familjen bracksteklar. Inga underarter finns listade i Catalogue of Life.